# Kam Air
Kam Air (en persa: کام ایر‎) es una aerolínea afgana con sede en Kabul. Opera servicios regulares de pasajeros nacionales e internacionales. Su base principal era el Aeropuerto Internacional de Kabul.
Kam Air estuvo en la lista de compañías aéreas prohibidas en la Unión Europea. Inicio de operaciones fue el 8 de noviembre de 2003. 
En respuesta al colapso del gobierno afgano en agosto de 2021, Kam Air envió algunos de sus aviones a Irán para evitar daños durante el conflicto.

## Historia

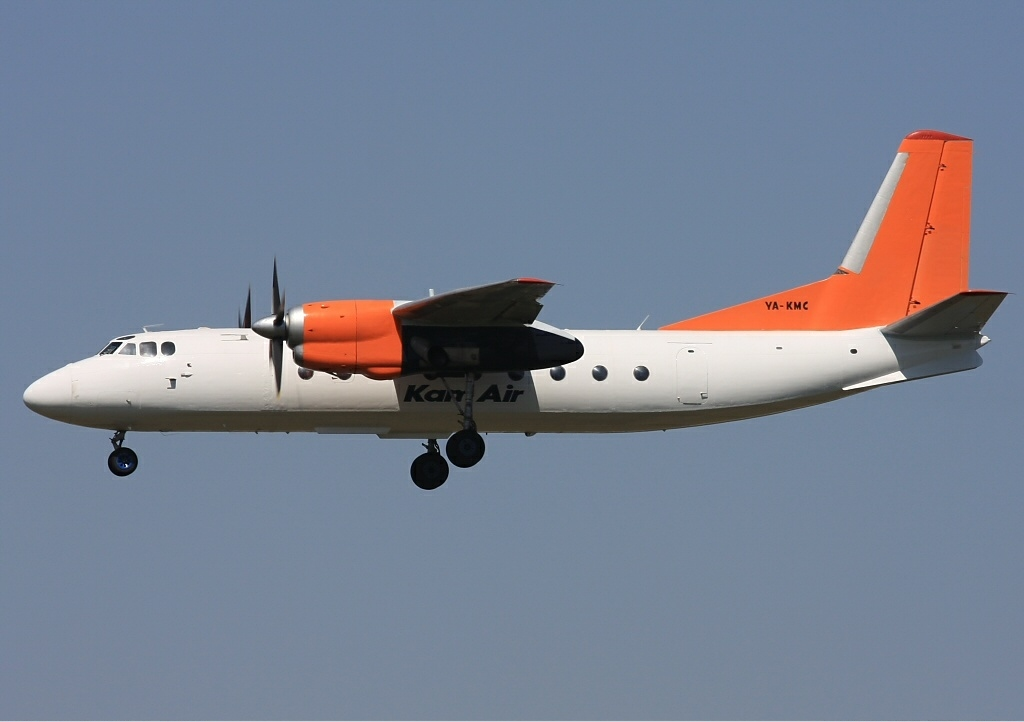
Antonov An-24 de Kam Air

La aerolínea fue fundada el 31 de agosto de 2003 por Zamari Kamgar. Fue la primera aerolínea de pasajeros de propiedad privada en Afganistán. Su primer vuelo despegó el 8 de noviembre de 2003 en una ruta de Kabul a Herat y Mazar-e Sarif, utilizando un Boeing 727. El primer avión de Kam Air fue proporcionado por el general Abdul Rashid Dostum como pago por el suministro de combustible y alimentos a su milicia privada.
Kam Air tiene su sede en Kabul, frente a la embajada de la República Popular de China. En un tiempo estuvo localizada en Shah-e-Naw, el centro de negocios de Kabul.
Kam Air anunció el lanzamiento de operaciones a Europa en agosto de 2010, iniciando con Viena, seguido por Londres (Gatwick). Sin embargo, de acuerdo con Reuters, ambas rutas fueron supuestamente canceladas por las autoridades británicas y austríacas, debido a problemas de seguridad en las aeronaves.
El 24 de noviembre de 2010, todas las compañías aéreas afganas fueron prohibidas de volar a la Unión Europea, debido al pobre historial de seguridad de la aviación civil del país.

## Destinos
Kam Air sirve a los siguientes destinos a julio de 2022:
| Ciudad         | Código IATA | Aeropuerto                                 | Nota |
| -------------- | ----------- | ------------------------------------------ | ---- |
| Afganistán     |             |                                            |      |
| Herat          | HEA         | Aeropuerto Internacional de Herat          |      |
| Kabul          | KBL         | Aeropuerto Internacional de Kabul          | HUB  |
| Kandahar       | KDH         | Aeropuerto Internacional de Kandahar       |      |
| Mazar-e Sarif  | MZR         | Aeropuerto de Mazar-e Sarif                |      |
| Arabia Saudita |             |                                            |      |
| Medina         | MED         | Aeropuerto Príncipe Mohammad Bin Abdulaziz |      |
| Yeda           | JED         | Aeropuerto Internacional Rey Abdulaziz     |      |
| EAU            |             |                                            |      |
| Abu Dabi       | AUH         | Aeropuerto Internacional de Abu Dabi       |      |
| Dubái          | DXB         | Aeropuerto Internacional de Dubái          |      |
| India          |             |                                            |      |
| Nueva Delhi    | DEL         | Aeropuerto Internacional Indira Gandhi     |      |
| Kuwait         |             |                                            |      |
| Kuwait         | KWI         | Aeropuerto Internacional de Kuwait         |      |
| Pakistán       |             |                                            |      |
| Islamabad      | ISB         | Aeropuerto Internacional Benazir Bhutto    |      |
| Turquía        |             |                                            |      |
| Estambul       | IST         | Aeropuerto de Estambul                     |      |
| Uzbekistán     |             |                                            |      |
| Taskent        | TAS         | Aeropuerto Internacional de Taskent        |      |

## Flota

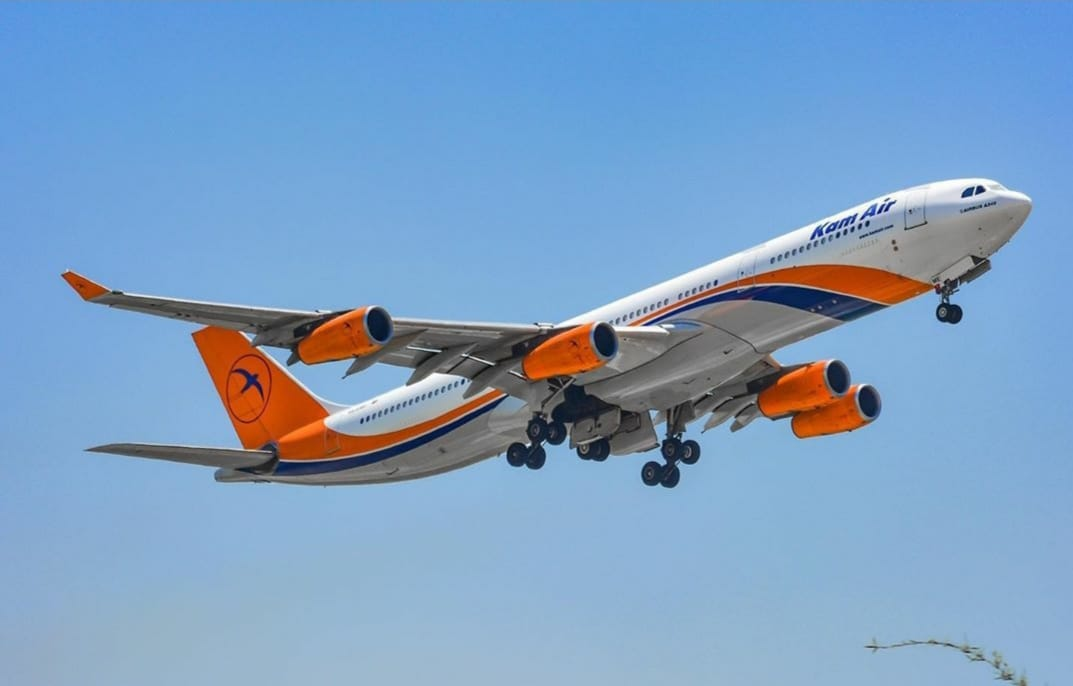
Airbus A340-300 de Kam Air aterrizando en Brasil.

### Flota Actual
La flota de Kam Air consta de los siguientes aviones con una edad media de 27 años (a agosto de 2025):

### Flota Histórica
Kam Air anteriormente operó las siguientes aeronaves:

## Accidentes e incidentes
- Vuelo 904 de Kam Air: 3 de febrero de 2005, 104 muertos.